# Coxiella burnetii
Coxiella burnetii (лат.) — вид бактерий из семейства Coxiellaceae, является типовым видом для рода коксиелл (Coxiella). Известен как облигатный внутриклеточный бактериальный патоген и возбудитель Ку-лихорадки. Род коксиелл морфологически сходен с риккетсиями, но с множеством генетических и физиологических различий.
Хозяевами коксиелл в природе являются многие виды млекопитающих, птиц и членистоногих, основной источник инфекции для человека — сельскохозяйственные животные. Основной путь передачи инфекции — аэрозольный. При попадании в организм человека патоген связывается с фагоцитирующими клетками моноцитарно-макрофагального ряда. Внутри клетки хозяина Coxiella burnetii способствует созреванию специфического, подобного фаголизосоме, компартмента, известного как коксиелла-содержащая вакуоль, внутри которого происходит метаболическая активация и репликация бактерий.
Во внешней среде коксиелла существует в виде метаболически неактивной спороподобной формы.
В процессе внедрения в клетку хозяина Coxiella burnetii использует актинзависимый фагоцитоз и механизм «застежки-молнии». После интернализации бактерии происходит созревание фаголизосомоподобного компартмента и формирование крупной коксиелла-содержащей вакуоли, занимающей почти всю цитоплазму клетки хозяина.
Выживание инфицированных клеток является важным для поддержания хронической коксиеллезной инфекции. Коксиелла продлевает жизнеспособность хозяйской клетки двумя способами: она активно ингибирует апоптотический сигнальный каскад и индуцирует способствующие выживанию факторы. Помимо этого, коксиелла активно задействует компоненты аутофагии в формировании коксиелла-содержащей вакуоли, и индукция аутофагии способствует внутриклеточной репликации патогена. В процессе инфекции коксиелла с помощью секреторной системы IV типа транслоцирует эффекторные субстраты из бактериального цитозоля напрямую в цитозоль эукариотной клетки, где они взаимодействуют с белками хозяина. Всего идентифицировано около 130 секретируемых эффекторов транспортной системы IV типа, функция большинства из них на данный момент неизвестна.